# Flavio Caroli
Flavio Caroli (Ravenna, 9 marzo 1945) è un critico d'arte e storico dell'arte italiano.

## Biografia
Figlio di Guido gestore d'albergo e di Bianca Ghetti, dopo gli studi classici si è laureato, malgrado il padre lo volesse avvocato, in Lettere moderne presso l'Università di Bologna nel 1968. In questo ateneo, dopo la specializzazione in Storia dell'arte (1972), ha iniziato la carriera accademica.
Dal 1995 è professore ordinario di Storia dell'arte moderna presso la facoltà di architettura del Politecnico di Milano, dopo aver ricoperto la stessa cattedra presso le Università degli Studi di Salerno (1990-1993) e di Firenze (1993-1994). Nel corso degli anni ha indirizzato, in particolare, le proprie ricerche all'indagine della linea introspettiva che caratterizza l'arte occidentale, ricerche ampliatesi nello studio del confronto con le altre tradizioni figurative (islamica, indiana, cinese, giapponese, ebraica) organizzando numerose mostre e pubblicato numerosi volumi su questi temi.
Flavio Caroli ha ricoperto importanti incarichi, tra i quali la partecipazione alla Commissione per la Galleria Comunale d'Arte Moderna di Bologna, la cura del ciclo di mostre Milano '80 e Besana '80, la partecipazione alla Commissione Internazionale della Biennale di Venezia, la Commissione Internazionale della Biennale di Sydney.
Dal 1997 al 2004 è stato responsabile scientifico per le attività espositive di Palazzo Reale di Milano, organizzando e curando numerose importanti manifestazioni (L'Anima e il Volto, Scapigliatura e Futurismo, Il Cinquecento Lombardo, Natura Morta Lombarda, Il Gran Teatro del Mondo, l'Anima e il Volto del Settecento, personalmente curate, oltre a molte altre grandi rassegne, fra cui Picasso, Hokusai, Anni Cinquanta).
Negli anni ottanta ha teorizzato e coordinato il movimento artistico Magico Primario nato nel 1982. Ha collaborato alle pagine culturali di numerose pubblicazioni, tra cui il Corriere della Sera (1972-1982) e Il Sole 24 Ore (1988-1996). Collabora attualmente con riviste del settore.
È stato insignito di numerosi premi, tra cui il Premio Campione (1978), il Premio Oplonti (1983), il Premio Guidarello (1993), il Premio Europeo "Lorenzo il Magnifico" (1999), il Premio Sulmona (2007), il Premio Nazionale Letterario Pisa 2020 per la saggistica.

## Opere principali
- Primitivismo e Cubismo, Milano, Fratelli Fabbri, 1977
- La Politica dell'Arte, Milano, Garzanti, 1979
- La Politica dell'Arte, Mazzotta, 1979
- Nuova Immagine, Regione Lombardia, 1980
- La pittura contemporanea, Mazzotta, 1980
- Fede Galizia, Allemandi, 1980
- Testuale. Le parole e le immagini., Catalogo della mostra (Milano 1980), Mazzotta, 1980
- Magico Primario, Gruppo Editoriale Fabbri, 1982
- Mayerling amore mio!, Bompiani, 1983.
- L'arte dalla psicologia alla psicanalisi. Teoria artistica e ricerche sul profondo dal XV al XX secolo, Pàtron, 1984
- Sofonisba Anguissola e le sue sorelle, Mondadori, 1987
- Tiziano, Rusconi Libri, 1990
- Leonardo da Vinci. Studi di fisiognomica, Leonardo (Milano), 1991
- I capolavori parlano. Cinque secoli di pittura moderna, Rusconi Libri, 1992
- Angelo Barcella, Idea Books, 1996
- Mario Rossello (1954-1996), Skira, 1996
- Nisivoccia, Charta, 1996
- Storia della fisiognomica, Mondadori, 1998
- La storia dell'arte, Mondadori Electa, 2001
- Il volto di Gesù. Storia di un'immagine dall'antichità all'arte contemporanea, Mondadori, 2009
- La storia dell'arte, Mondadori Electa, 2001
- La pittura contemporanea dal Romanticismo alla Pop Art, Mondadori Electa, 2001
- Storia della fisiognomica. Arte e psicologia da Leonardo a Freud, Mondadori Electa, 2002
- Le tre vie della pittura, Mondadori Electa, 2004
- L'arte della libertà. Temeraria mappa liberale illustrata involontariamente da 50 artisti, Mondadori Electa, 2004
- Arte d'Oriente. Arte d'Occidente. Per una storia delle immagini nell'era della globalità, Mondadori Electa, 2006
- Trentasette. Il mistero del genio adolescente, Mondadori, 2007
- Tutti i volti dell'arte. Da Leonardo a Basquiat, Mondadori, 2008
- Il volto di Gesù, Mondadori, 2009
- Il volto e l'anima della natura, Mondadori, 2010
- Il gran teatro del mondo. L'anima e il volto del Settecento, Skira, 2010
- Il volto dell'amore, Mondadori, 2011
- Il volto dell'Occidente, Mondadori, 2012
- Voyeur. I segreti di uno sguardo, Oscar Mondadori, 2014
- Le vite degli altri, Mondadori Electa, 2014
- Anime e volti, Mondadori Electa, 2014
- Con gli occhi dei Maestri, Mondadori, 2015
- Il museo dei capricci. 200 quadri da rubare, Mondadori Electa, 2016
- Storia di artisti e di bastardi, Utet, 2017, ISBN 978-88-511-4400-5.
- L'arte italiana in quindici weekend e mezzo, Mondadori, 2018
- Elogio della modernità. Da Turner a Picasso, Milano, UTET, 2019, ISBN 978-88-511-6930-5.
- La grande corsa dell'arte europea. Viaggio nella bellezza da Van Eyck a Kiefer, Mondadori, 2020
- L'altra storia dell'arte. I vinti vincitori, Mondadori Electa, 2024